# 昆真托莱
昆真托莱（義大利語：Quingentole），是意大利曼托瓦省的一个市镇。总面积14平方公里，人口1202人，人口密度85.9人/平方公里（2009年）。国家统计（ISTAT）代码为020046。